# Intrusioni mafiche stratificate
Le intrusioni mafiche stratificate sono grosse intrusioni magmatiche che, grazie al loro lento raffreddamento, sono riuscite a differenziarsi e a presentare quindi strati con composizione diversa. Sono formazioni rare e si trovano tipicamente nei cratoni. L'interesse di questi complessi intrusivi è dato dal fatto che mostrano evidenze di cristallizzazione frazionata.
Idealmente le sequenze delle intrusioni sono composte da: (dal basso verso l'alto) peridotiti e pirosseniti, norite, gabbro e anortosite. Alcuni studiosi includono anche diorite e granofiro nella parte superiore dell'intrusione.

## Intrusione
Le intrusioni mafiche si possono fermare, nella loro risalita verso la superficie terrestre, e raffreddare a varie profondità: da circa 50 km fino a 1,5-5 km delle intrusioni più superficiali. Questa profondità dipende essenzialmente da alcuni fattori:
- Densità del magma: le intrusioni più ricche in ferro e magnesio sono più dense e quindi tendono a fermarsi più in profondità.
- Interazione con la crosta: l'intrusione può essere fermata o rallentata da strati impermeabili, oppure può essere incanalata in zone di debolezza.
- Temperatura e viscosità: che influiscono sulla mobilità del magma e sulla sua capacità di risalita.